# スピード・キング (ディープ・パープルの曲)
「スピード・キング」(Speed King) は、イギリスのロックバンドであるディープ・パープルの楽曲である。1969年に書かれ、1970年6月にスタジオ・アルバム『ディープ・パープル・イン・ロック』の収録曲として発表され、同時にシングルカットされた。
雑誌『Ultimate Classic Rock』にて、ディープ・パープルの楽曲トップ10の3位に挙げられた。

## 解説
「スピード・キング」はディープ・パープルのハード・ロック・バンドとしてのデビュー・アルバムに相当する『ディープ・パープル・イン・ロック』の冒頭に収録されたリフを強調した楽曲で、スピードメタルやスラッシュメタルなどの後のメタル系のスタイルを形成した重要な曲のひとつと考えられている。
音楽雑誌『eclipsed』は、同曲の導入部について「（リッチー・）ブラックモアはわずか50秒でビート時代の共通の慣習を破り、60年代ポップ・ミュージックの歴史を作った」と述べている。

### 原形
「スピード・キング」は1969年から1970年にかけて作成された。リフはジミ・ヘンドリックスの曲「ファイア (Fire)」へのブラックモアの愛情に基づくものである。当初「Kneel & Pray」と仮に呼ばれ、『ディープ・パープル・イン・ロック』に収録されて発表される前から様々な機会に演奏されながら最終的なバージョンが仕上げられていった。初期のバージョンのひとつは、ライブ・アルバム『Live in Montreux 69』に収録されている。
「スピード・キング」は特定の曲のカバーではないが、歌詞は人気のあるオールディーズである「リップ・イット・アップ (Rip It Up)」、「グッド・ゴーリー・ミス・モーリー (Good Golly, Miss Molly)」、「トゥッティ・フルッティ (Tutti Frutti)」、「火の玉ロック (Great Balls of Fire)」、「The Battle of New Orleans」の歌詞から断片的に言葉が集められている。この歌詞は新しいボーカリストだったイアン・ギランが加入して直ぐに初めて書いたもので、彼はエルヴィス・プレスリーやリトル・リチャード、チャック・ベリーの曲から思いつくままに歌詞の断片を混ぜ合わせた。「最初に思い浮かんだのがチャック・ベリーとリトル・リチャードの言葉だったんで、そいつを盗んだってわけさ」とインタビューで述べている。

### スタイル、成功、遺されたもの
この曲はハードロックとディープ・パープルの両方と同義語とみなされており、ギランのルーツといえる1950年代のロックンロールと急成長するヘヴィ・ロックのスタイルを組み合わせたものである。ヴェルナー・ファルスティッヒは、著書『Die Kultur der siebziger Jahre』で、ハードロックの典型例としてこの曲を示し、「この作品は、野生的なロック・ギターと穏やかなオルガンの両者が対戦者として紹介されるインストゥルメンタルの導入部から始まる。両者の基本的な旋律とそのコントラストは、70年代のロック・ミュージック全体によって示される、ハード対ソフトの対立そのものである」と述べている。
ディープ・パープルは、その後に発表した「ファイアボール (Fireball)」、「スペース・トラッキン (Space Truckin')」、「ミストゥリーテッド (Mistreated)」、「嵐の使者 (Stormbringer)」などの曲においてもリフを借用している。1987年に発表されたスタジオ・アルバム『ハウス・オブ・ブルー・ライト (The House of Blue Light)』のタイトルは、「スピード・キング」の歌詞の一節から採られたものである。
1983年、ブラック・サバスがギランをボーカルに迎えて「トラッシュド (Trashed)」を発表したが、ジョエル・マクアイヴァーは、この曲に「スピード・キング」との並行性を見出している。

## ライブ・アルバムへの収録
「スピード・キング」はギランがボーカリストだった時期に公式発表された様々なライブ音源に収録されている。初期の例としては『Live in Montreux 69』（1969年演奏）と『Scandinavian Nights』（1970年演奏）がある。1972年8月に行なわれた初の日本公演ではアンコールとして演奏されたが、同年12月に発表されてディープ・パープルの代表的なライブ・アルバムとなった『ライヴ・イン・ジャパン (Made in Japan)』には収録されなかった。その後に発表された同サルバムの再編集盤には、8月17日の大阪フェスティバルホールにおける演奏や、8月15日の日本武道館における演奏が収録されている。
1984年に再結成された後には『In the Absence of Pink』（1985年演奏）、『ライヴ・紫の閃光 (Come Hell or High Water)』（1993年演奏）、『紫神転生〜ライブ・アット・ジ・オリンピア'96 (Live at The Olympia '96)』、『Live at Montreux 1996』（1996年演奏）、『トータル・アバンダン (Total Abandon: Australia '99)』（1999年演奏）、『The Soundboard Series』（2001年演奏）に収録されている。
演奏時間は6-7分程度か、10分を超える場合が多く、また同じタイトルのライブ・アルバムでもバージョンによって演奏時間が異なる場合がある。